# 守護民主台灣大遊行 123別印來
「守護民主台灣大遊行 123別印來」為一場於2023年12月3日舉行的抗議活動，主要訴求為反對中華民國政府引入印度籍移工。約一百餘人參與了該次抗議遊行。是臺灣第一場以「反對引進移工」為主要訴求的集會。
該抗議活動是回應中華民國政府於2023年拍板決定的諒解備忘錄《駐印度台北經濟文化中心與印度台北協會促進僱用印度勞工瞭解備忘錄》（簡稱《臺印移工合作備忘錄》）：當時彭博社報導引述官員稱臺灣「最多可引進10萬名移工」後，網路上認為臺灣「將引進10萬名印度移工」並因此反彈。中華民國政府起初把抗議定調為中華人民共和國操弄的認知作戰，但後來表示將加強溝通、循序漸進。多個媒體與專家關注該示威遊行對印度人的歧視，與背後的刻板印象成因；另外也有評論者以中華人民共和國與網絡戰的角度探討。

## 背景
臺灣引入外國移工的歷史，可追溯自經濟蓬勃發展的1980年代：在國民所得提昇同時，臺灣工廠仍舊需要大量低薪勞動力；同時也有東南亞觀光客看上工廠需求，以觀光名義私下前往工廠工作。後來臺灣工廠缺工的情形越來越嚴重，廠商開始向政府施壓，要求立法引入移工。作為回應，政府於1992年訂定《就業服務法》，隨後又制订《外籍聘僱許可管理辦法》和《就業服務法施行細則》，說明臺灣雇主聘用移工的產業與條件，給予其引進移工的法源依據。之後，臺灣開始大規模引進移工，他们多從事社福看護、營建工程、製造業、農林漁牧業等工作，主要來自泰國、越南、印尼、菲律賓等国家。在2023年前，臺灣最近一次開放的移工來源國，為2004年的蒙古國。
臺灣近年面臨少子化問題，並逐步邁向高齡化社會，因此勞動力不斷減少，對移工的需求也開始增加。日本、韓國、新加坡等国的移工來源多元且政策有鬆綁趨勢，与之相比，臺灣则始终依賴東南亞的泰越印（尼）菲四國的移工。臺灣早前曾與緬甸、孟加拉、柬埔寨洽談開放移工，惟出於地緣政治因素而無果。與此同時，印度在2023年成為全世界人口最多的國家；但相較於其龐大人口，印度的經濟成長缓慢，本國創造的職缺不足以應付人口增長所帶來的大量勞動力。故台灣希望藉由與印度簽訂協議，幫助台灣克服製造業、家庭幫傭等產業的缺工問題；並解決移工輸入國過度依賴東南亞四國的情況。
2017年，時任駐印度代表田中光表示台印雙方正在協商，讓台灣引進印度東北部勞工赴台工作。2023年11月，彭博社引述一台灣官員說法，稱臺灣和印度即將簽署協議，最多可引進10萬名移工。該報導稱，此備忘錄可能會激怒中國大陸。9月12日時，行政院院長陳建仁接見印度台北協會會長葉達夫，並稱雙方正協商有關移工、傳統醫藥等領域的合作備忘錄。印度外交部表示，歡迎與各能輸入勞力的國家合作。雙方在11月時完成相關內部作業，預計於年底簽署。

## 網路議論
在彭博社報導相關新聞後，「臺灣將引進10萬名印度工人」的話題在社群媒體Dcard、PTT中傳開並引發相關爭論。反對引入移工者主要論點有：印度移工對女性及社會安全的衝擊、當今移工的問題、還有本土勞動環境三大面向。另外也有聲音指責中華民國政府決策程序倉促、且無配套措施等政策制定過程問題。
對女性安全顧慮是最常見的反對理由。張靜年在回顧相關討論時，發現Dcard上與印度移工相關的45篇反對文章中，有32篇與性犯罪刻板印象相關。反對者認為印度經常有各種性侵殺害女性案件，引入印度移工將導致治安問題。根據勞動部統計，截至2023年9月，來台移工人數75萬人之中有8.6萬民移工失聯。反對聲音將這些失聯移工形容為「治安死角」，要求政府應解決失聯移工。2024年2月，黃珊珊在勞動部簽署備忘錄時，就表示勞動部應該優先處理失聯移工。曾派駐印度多年的前記者尤芷薇指出，醞釀印度强奸问题的環境，無法複製到移工旅居的國家。《端傳媒》有留意到有網友把印度工人與性犯罪等連結起來。旨在防治資訊操弄的台灣資訊環境研究中心，則發現社群發言有「低端」、「潛在強暴犯」、「台灣會變性侵島」等語。
反對者指出臺灣許多產業缺工，與其薪資結構問題有關。示威遊行的總召Yuna表示部份產業缺工，是因為該產業的薪資過低。印度舞老師方筱茜在觀察抗議活動時，發現抗議者對社會環境感到不滿而灰心，不相信自己出社會後的薪水，並常提到自己可能買不起房子。勞工陣線協會秘書長孫友聯則批評臺灣的移工政策，是為了滿足臺灣廠商獲取低薪勞動力的需求。並形容制定政策的政府為「替雇主節省勞動成本的人事單位」。孫友聯認為給雇主引入低薪移工，會壓縮本國籍勞工的加薪空間同時、也會對外國籍勞工產生影響。
有相當數量的反對聲音質疑政府決策程序過於倉促。中央廣播電台留意到公共政策網路參與平台不能在全國性選舉投票日前60天連署提案與附議；但備忘錄將會在2023年底簽訂。有輿論因此認為政府打算不顧民意實行政策。一位抗議者與《端傳媒》表示自己在Dcard發現有網友找不到政府具公信力的說明，並就自己的觀察，認為是政府應當說明相關政策。

## 抗議遊行
公民團體「反對增加新移工國」試圖透過在臉書發聲、在公共政策網路參與平台提案等手段發表訴求。在未獲政府積極回應後，「反對增加新移工國」決定舉辦「守護民主台灣大遊行 123別印來」集會活動，並於臉書粉絲專頁發表4點訴求，分別為：「反對增加新移工國，提供有實效的人民發聲平台，人民有權暫緩有疑慮的政策」、「改善台灣勞動環境，根本解決缺工問題、「解決失聯移工數量，修訂移工管理專法」、以及「正視女性安全問題，不以歧視字眼迴避。」
大約2023年12月3日中午，示威者陸續前往凱達格蘭大道聚集。直到下午兩點左右，警方推估示威者大約200人左右。演講中間多有穿插歌曲與跳舞表演。《端傳媒》把遊行的氛圍形容為「社區聯歡晚會」。在遊行中，示威者除了修正種族主義的言論外，還大力反駁了政府的「認知作戰」或「幕後黑手」的指控。示威者多為20至30歲的年輕學生，多著黑衣，其抗議標語「守護民主台灣大遊行」、「123別印來」、「不是種族歧視，只要政府做事」、「MOU先緩緩、慣老闆先管管」等。這是臺灣第一場以「反對引進移工」為主要訴求的集會。此時抗議的訴求已經修正為：全面暫緩新增移工來源國、要求政府提供具實效的人民發聲平台、增訂移工管理專法、以及改善台灣勞動環境。
隨後支持印度移工來台、「不反對勞動者跨界流動的自由」的台灣移工聯盟，夥同台灣國際勞工協會於10日舉辦「政府承擔、仲介滾蛋」大遊行，主張廢除私人仲介並轉由政府管制等議題。

## 政府回應
中華民國勞動部部長許銘春得知抗議活動後，稱引進10萬名印度移工是假消息；而中華民國外交部則表示，網路上部分種族主義言論具有類似內容、且源自假帳號，認為這是中華人民共和國政府操弄的認知作戰。中華民國國安單位隨後表示，政府之所以將遊行定調為認知作戰，是因为抗議活動期間，出現模組化留言的操作痕跡。模組化留言的敘事方式主要環繞在「要求公開MOU協商事項」、「反對印度移工」、「堅決反對立場」三者。另外，國安單位也認為Dcard使用者主要關心生活與軟性話題，但這次社會議題的討論出現異常多的發文討論，因此認為有人為操作的痕跡。外交部隨後發表聲明，表示嘗試破壞奶茶聯盟者終將失敗。抗議者則不認同政府定調。總召Yuna在抗議遊行中否認有歧視或背後勢力控制的指控。
2023年12月，中華民國勞動部針對反對聲浪，回應表示會規劃好配套措施，以循序漸進開放引進。
2024年2月16日，臺印雙方正式簽訂備忘錄，並將在籌備完全後正式引入移工。開放的行業、資格、人數等條件，將由臺灣方決定。勞動部表示將在透過諮詢與建議的情況下，以具有學經歷和英文能力的印度移工優先，並以有定期檢驗的小規模試辦引進為主。許銘春在解釋簽訂細節時，表示將引進「膚色與飲食習慣和臺灣相近的印度東北部勞工」。立法委員黃仁後來在質詢中指責「膚色說」有歧視情節。許銘春與外交部先後分別在質詢時和例行記者會中對發言致歉。在簽訂備忘錄後，數個公民團體要求以政府直聘為主，反對私人仲介。勞動部則表示將討論相關事宜。2024年11月，勞動部長何佩珊表示雙方同意先小規模引進1000位製造業移工觀察情況。未來將根據成效與需求調整行業和人數。

## 其他反應
1987年移居臺灣的印度籍口譯員李眉君（Priya Lee Lalwani）在報導者與中央廣播電台的報導中對遊行表達沮喪、認為是台印人民對彼此太過陌生導致恐懼；並擔心網路上的歧視言論傳到印度，會導致臺灣形象在印度社會受到影響。臺灣印度社群的臺灣印度研究協會針對遊行發表聲明，對風波的歧視性言論感到遺憾，表示臺灣社會「對於印度社會文化的瞭解不足」。OP金達爾全球大學中國研究副教授斯里帕娜·巴札克在新德里电视台的投書中，把社群媒體動態貼文的描述為「惡意宣傳」（malicious propaganda）：不仅指出這些貼文忽略臺灣自身的性犯罪情況，还以《中國時報》的報導為例，認為中國大陸可能參與該事件的輿論操縱。遊行總召Yuna在後來知道印度社群的意見後，也修改了抗議訴求。
在臺印度青年Nithin在接受端傳媒訪談中，在對團體的訴求表達同理時，也對社群媒體上將藍領工人與性犯罪連結的言論表達不滿，認為言論在暗示「比較窮的人是不好的人」。台灣印度協會籌備處主任孫治本表示，雖然確實有抗議者對印度懷有強烈偏見，但並非所有抗議輿論都是輿論操縱；他指出不少輿論是關注台灣勞權、對執政者不信任造成的結果。孫治本也建議政府要加強溝通、並訂定完善配套措施。
台灣事實查核中心與台灣資訊環境研究中心針對在網路上的謠言進行查核，並予以破解：台灣事實查核中心表示「全世界都不敢招印度工人」的說法錯誤，事實上包括美國、德國、日本在內的多個先進國家，都有引入印度移工；而台灣資訊環境研究中心，則把「強暴犯」與「性侵島」等發言與用詞，形容為「以偏概全」或「訴諸恐懼」的資訊操弄。NHK報導，上街抗議者多是因為看見Dcard上的文章才知曉此事，而文章中多出現中國大陸用語，且在Dcard、X上被大量散播，有認知作戰的可能。
長年研究移工的台灣大學社會學系特聘教授藍佩嘉，除了指出臺灣民眾通常會高度性化外來族群外，也認為女性對印度人的恐懼，是2023年臺灣#MeToo運動的餘波。尤芷薇與台灣外籍工作者發展協會理事長徐瑞希，也強調媒體對大眾印度人刻板印象、以致歧視言論的作用。根據勵馨基金會的調查，在2023年7月與移工有關的新聞半數與移工逃逸、酒駕、仇殺有關，使臺灣社會對移工存有「犯罪率高」、「喝酒鬧事」的刻板印象。張靜年則根據Numbeo的犯罪指數研究，發現印度的性侵數據並未比臺灣或其他西方國家高，與臺灣民眾自印度黑公交轮奸案形成的「女性不友善」印象有所落差。
也有聲音指責中華民國政府在爭議期間對備忘錄的意見前後矛盾。侯友宜競選辦公室主任王敏旭質疑勞動部長許銘春先否認將引進10萬印度移工、後決定簽署備忘錄的行為是說法矛盾。當時參選2024年中華民國總統選舉的侯友宜指責政府與賴清德故意避開「勞動部要與印度簽署MOU」以及「《彭博社》10萬名移工」兩件事。柯文哲則認為民進黨會操弄具體人數，要求說清楚確實引進數量。同時主張聘僱移工應以階段性彌補勞工缺口、以完成產業轉型為主。2024年2月21日，風傳媒發表社論，批評官員與民進黨政治人物一面商討引入印度移工、一面又否認要引入；在否認「10萬名移工說」為假消息同時，卻避談最終的引入數量。並認為民進黨簽下合作備忘錄是「信用破產」。

## 註解
1. ↑  報導的2023年11月24日距離2024年中華民國總統選舉與2024年中華民國立法委員選舉的2024年1月13日還有50天

## 延伸閱讀
- . www.upmedia.mg. 2023-11-17  [2025-08-04].
- 孫治本. . www.storm.mg. 2024-10-25  [2025-08-05].
- 潘美玲. . 芭樂人類學. 2024-03-12  [2025-08-05].
- 陳貞樺. . QSearch. 2024-02-22  [2025-08-05].

## 外部連結
- 反對增加新移工國的Facebook專頁
- 臺印度勞工合作備忘錄 勞動部今送請立法院查照
  - 駐印度台北經濟文化中心與印度台北協會促進僱用印度勞工瞭解備忘錄